# Buthus apiatus
Espèce
Buthus apiatus est une espèce de scorpions de la famille des Buthidae.

## Distribution
Cette espèce est endémique d'Algérie. Elle se rencontre vers Sidi Bel Abbès.

## Description
Le mâle holotype mesure 61,4 mm.

## Publication originale
- Lourenço, El Bouhissi & Sadine, 2020 : « Further considerations on the Buthus Leach, 1815 species present in Algeria with description of a new species (Scorpiones: Buthidae). » Revista Iberica de Arachnologia, no 36, p. 103-108.